# Leccinellum lepidum
Leccinellum lepidum — вид базидіомікотових грибів родини болетові (Boletaceae).

## Поширення
Гриб поширений у середземноморському регіоні в Південній Європі. Утворює мікоризу з різними видами дубів.

## Опис
Шапинки до 15 см у діаметрі, спочатку напівкулясті, потім опуклі, нарешті плоскі або злегка вдавлені в центрі. Кутикула на шапинці слизька від вологи. Колір варіюється від лісового горіха до охри, аж до темно-коричневого. Трубочки досить довгі, солом'яно-жовті у молодості, потім брудно-жовті і оливково-зелені. Пори маленькі, круглі, одного кольору з трубочками. Стебло дуже довге (до 13–14 см), циліндричне, неправильної форми, брудно-жовте або охристо-жовте, волокнисте, з часом темніє. Спори оливкового кольору в масі.